# Prunus brachypoda
Prunus brachypoda — вид квіткових рослин з родини трояндових (Rosaceae). Ареал охоплює такі країни: Китай.

## Середовище
Росте в лісах і заростях на висотах від 1000 до 2500 метрів. Основними загрозами для цього виду є вирубка лісів та руйнування середовища існування через перетворення на сільськогосподарські угіддя та плантації. На місцевому рівні деяким субпопуляціям загрожує міська, дорожня та туристична забудова.

## Морфологічна характеристика
Це дерево заввишки від 8 до 10 метрів.